# Nikola Otašević
Nikola Otašević (in serbo Никола Оташевић?; Užice, 25 gennaio 1982) è un ex cestista serbo.

## Palmarès
- Campionato montenegrino: 4

Budućnost: 2007-08, 2008-09, 2009-10, 2010-11
- Campionato macedone: 2

MZT Skopje: 2012-13, 2013-14
- Coppa di Polonia: 1

Włocławek: 2007
- Coppa del Montenegro: 4

Budućnost: 2008, 2009, 2010, 2011
- Coppa di Macedonia: 2

MZT Skopje: 2013, 2014